# Leptodactylus turimiquensis
Leptodactylus turimiquensis es una especie de anfibio anuro de la familia Leptodactylidae.

## Distribución geográfica
Esta especie es endémica de Venezuela. Habita entre los 50 y 500 m de altitud en la Serranía del Turimiquire en los estados de Sucre, Anzoátegui y Monagas.

## Descripción
Leptodactylus paraensis mide de 127 a 160 mm para los machos y de 122 a 128 mm para las hembras.

## Etimología
El nombre de su especie, compuesto de turimiqu[ire] y el sufijo latín -ensis, significa "que vive, que habita", y le fue dado en referencia al lugar de su descubrimiento, la serranía del Turimiquire.

## Publicación original
- Heyer, 2005 : Variation and taxonomic clarification of the large species of the Leptodactylus pentadactylus species group (Amphibia: Leptodactylidae) from Middle America, northern South America, and Amazonia, . Arquivos de Zoologia Sao Paulo, vol. 37, n.º 3, p. 269-348.[6]